# آلن مارسینا
آلن مارسینا (انگلیسی: Alen Marcina؛ زادهٔ ۳۰ ژوئیهٔ ۱۹۷۹) بازیکن فوتبال اهل کانادا است.
از باشگاه‌هایی که در آن بازی کرده‌است می‌توان به باشگاه فوتبال پائوک و باشگاه فوتبال مونترال اشاره کرد.